# Pierre de Molay
La pierre de Molay est une pierre calcaire exploitée dans l'Yonne.

## Histoire et géographie
La pierre de Molay est exploitée depuis plusieurs siècles sur la colline dominant le hameau d'Arton à proximité de Môlay dans l'Yonne. C'est une pierre calcaire de Bourgogne, jaune/beige qui a servi, entre autres, à la construction des villages avoisinants. Inscrite dans le patrimoine local, les savoir-faire qui entourent l'utilisation de ce matériau se sont peu à peu amoindris sans pour autant disparaitre.
La pierre de Molay a longtemps été employée pour la construction des maisons, des toits, des pigeonniers, des abris de cantonniers mais aussi d'églises…

## La pierre de Molay aujourd'hui
Aujourd'hui encore, les carrières d'extraction de la pierre de Molay sont en activité et continuent de commercialiser cette pierre. Actuellement, elle est le plus souvent utilisée pour la restauration, la fabrication de fours à pain, de murs et murets, de parement ou encore de couvertines/dessus de mur. Travaillée pour être utilisée en bâti, on peut croiser dans la région Bourgogne comme ailleurs de nombreux aménagements paysagers en pierre de Molay.